# スタントン・フリードマン

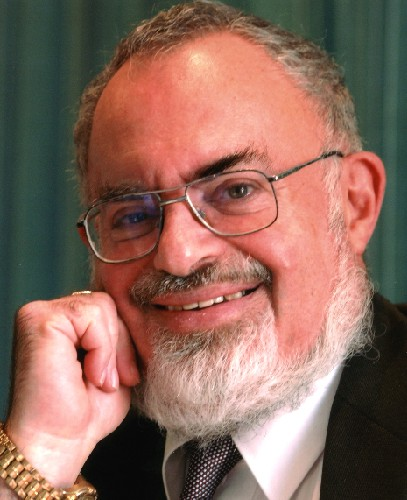
スタントン・フリードマン

スタントン・テリー・フリードマン（英語: Stanton Terry Friedman、1934年1月29日 - 2019年5月13日）は、アメリカ合衆国の物理学者、UFO研究家。1934年1月29日にニュージャージー州エリザベスで生まれる。2007年、フレデリクトン市はフリードマンに敬意を表して、8月27日を「スタントン・フリードマン・デイ」にすると宣言した。
フリードマンはUFO現象についての本を執筆しており、ロズウェルUFO事件の最初の民間研究家であった。1967年以来彼は、アメリカ、カナダおよび16の他の国々において、600以上の学校および大学、100以上の専門グループで、UFOについて講演している。1980年代にフリードマンは核物理学者としての学位があるために、「空飛ぶ円盤物理学者」と自分を宣伝していた。

## 伝記

### 教育
フリードマンはシカゴ大学で、1955年に理学士(物理学)、1956年に理学修士(物理学)の学位を得ている。

### 成人後
フリードマンは14年間核物理学者として、ゼネラル・エレクトリック、ゼネラルモーターズ、ウェスチングハウス、TRWシステム、エアロジェット・ジェネラル・ニュークレオニクス、およびマクドネル・ダグラスといった会社に雇用された。彼のプロジェクトは原子力飛行機、核分裂ロケットと核融合ロケット、および宇宙空間のための原子力プラントといった仕事が含まれた。彼はまた放射能問題の調査、及び最初の太陽系外領域を探査する人の作った物体である、パイオニア10号とパイオニア11号宇宙機のための操作手順に関与した。
1980年以来、彼は関連コンサルタントの仕事を行いながら、食品照射とラドン検知産業の幾つかの会社を経営した。
フリードマンはアメリカ原子力学会、アメリカ物理学会、アメリカ航空宇宙学会、および米国テレビラジオ芸能人連盟（AFTRA）のメンバーである。彼はアメリカ原子力学会の会合に論文を提出したり、セッションの議長をしたりもしている。彼はさらに1980年代に6年間にわたってカナダ放送協会で毎週科学コメンテーターをしていた。

## UFO

### 調査
フリードマンのUFOへの興味は、1958年彼がゼネラル・エレクトリク社で働いていたときに、en:Edward J. Ruppelt大尉によるUFO報告について読み、en:Project Blue Bookについてさらに調べたのが最初だという。1960年代中ごろについにエンジニアの仕事を辞め、全時間をUFO関連トピックスについての研究と講演をする生活に充てられるようにした。彼はたぶん1947年のロズウェルUFO事件について本物の地球外宇宙機の墜落とする最初の研究家および宣伝者だった。フリードマンの講演と考え方のかなりの部分はマジェスティック12文書と、さまざまなアメリカ政府の機構および大統領図書室の公文書に対する彼の調査の結果に由来する。彼は80本以上のUFO関連の科学論文を発表している。ただしこれらが査読つきの雑誌に発表されるとしたら、その数は著しく減ることになるとも言われる。
フリードマンは一般に地球外生命体仮説(ETH)の見解、とりわけロズウェルUFO事件のETH/政府隠蔽理論を批判する者に対して、好戦的である。彼はSETI計画などのより伝統的な地球外生命体関連の科学的努力に対して格別の軽蔑をもって見ている。フリードマンはUFO-ETHの考え方のたゆみのない最も重要な推進者である。1967年以来、彼はこのことについて、アメリカの全50の州、カナダの9の州、および他の16ヶ国で600以上の学校と100以上の専門グループで講演していて、何百ものラジオとTVの番組に出演している。彼は、イギリスで2回開かれた、議会公聴会に証言を提供しており、ロズウェル事件、マジェスティック12、ベティ・ヒル‐マージョリー・フィッシュの星図、およびカンザス州デルフォスの物理痕跡事例の分析を含むUFO研究の多くの分野でパイオニアである。彼は2002年9月に、イギリスのUFO Magazineによって、イングランドのリーズでLifetime Achievement Awardを贈られた。ドキュメンタリーStanton T. Friedman IS Real は2002年にカナダで放送された。

### 理論
フリードマンは記録されているUFO報告のうちのわずかな一部は、地球を訪問/研究する別の惑星からの異星人の種によって設計され、構築され、飛行された物理機械の観察であるという結論に達した。これらの機械が、現在の人類の工学を超えているにもかかわらず、現代の人類の知識のなかで完全に説明できる物理学と技術の基準で設計され操作されたと信じている点で、彼はこういった考えを主張する人たちの中で独特である。
彼の工学知識の背景とヒル星図やロズウェル事件についての研究を考慮し、フリードマンは1947年6月にレチクル座ζ星から飛来した、巨大な星間「母船」からの電気力学推進の偵察機が、たぶん雷の鳴る嵐のせいで、ニューメキシコ州の砂漠に墜落した、と結論している。フリードマンはアメリカ政府が乗り物と乗員の両方の遺物を所有しており、これが一般に知られるのを防ぐために隠蔽を維持している、という仮説を立てた。フリードマンは長年にわたって、彼をその結論に導いた研究の年月のあいだに彼が集積してきた無数の詳細情報と話について出版、講演している。

## メディア

### 書籍
- Captured! The Betty and Barney Hill UFO Experience: The True Story of the World's First Documented Alien Abduction (paperback, 2007), ISBN 978-156414-971-8
- Top Secret/Majic: Operation Majestic-12 and the United States Government's UFO Cover-up (paperback, 2005), ISBN 978-1-56-924342-8
- Crash at Corona: The U.S. Military Retrieval and Cover-Up of a UFO (paperback, 2004), ISBN 978-1-93-104489-9
- Top Secret/majic (paperback, 1997), ISBN 978-1-56-924741-9

### ビデオ
- Safespace - Fastwalkers - Winter 2006
- UFOs: Stanton Friedman's revelation - スタントン・フリードマンへのインタビュー
- 『決定版UFO第2弾 これがUFO機密文書』スタントン・フリードマン、アレン・ハイネックス(1990)、パック・イン・ビデオ

### CD
- UFOs: The Real Story (1996) [6]
- New CD of the Ramey Memo Scans and Enhancements [6]

### ラジオインタビュー
- Binnall of America - Part 1 and Part 2 - December 24, 2005